# Паранюш (Амареш)
Паранюш (порт. Paranhos; МФА: [pɐ.ɾɐ.ɲuʃ]) — парафія в Португалії, у муніципалітеті Амареш. Розташована в північно-західній частині країни, на теренах історичної португальської провінції Дору-Міню. Входить до складу округу Брага. За адміністративним поділом, чинним до 1976 року, терени парафії були складовою провінції Міню. Належить до Бразької архідіоцезії Католицької церкви. Патрон — святий Лаврентій. Площа — 4,0093 км². Населення — 111 ос. (2011). Слабо урбанізований регіон. Густота населення — 27,69 осіб/км²
. Код — 030114.

## Населення
| Кількість мешканців | Кількість мешканців | Кількість мешканців | Кількість мешканців | Кількість мешканців | Кількість мешканців | Кількість мешканців | Кількість мешканців | Кількість мешканців | Кількість мешканців | Кількість мешканців | Кількість мешканців | Кількість мешканців | Кількість мешканців | Кількість мешканців |
| ------------------- | ------------------- | ------------------- | ------------------- | ------------------- | ------------------- | ------------------- | ------------------- | ------------------- | ------------------- | ------------------- | ------------------- | ------------------- | ------------------- | ------------------- |
| 1864                | 1878                | 1890                | 1900                | 1911                | 1920                | 1930                | 1940                | 1950                | 1960                | 1970                | 1981                | 1991                | 2001                | 2011                |
| 191                 | 193                 | 216                 | 207                 | 192                 | 204                 | 221                 | 233                 | 275                 | 303                 | 288                 | 215                 | 170                 | 155                 | 111                 |